# El viajero del siglo
El viajero del siglo es una novela de Andrés Neuman, ganadora del Premio Alfaguara en 2009, del Premio de la Crítica  y del Premio Tormenta,

## Argumento
Relata la estancia de un viajero llamado Hans en Wandernburgo, ciudad imaginaria entre Prusia y Sajonia, cuyos escenarios nunca aparecen de la misma forma que el día anterior. El libro está dividido en cinco capítulos: I. Aquí la luz es vieja; II. Casi un corazón; III. La gran manivela; IV. Acorde oscuro; y V. El viento es útil. En ellos se narra la relación amorosa entre Hans y Sophie Gottlieb, y el obstáculo del compromiso establecido por Sophie Gottlieb con Rudi Wilderhaus, de una familia acaudalada de la ciudad.

## Personajes
- Hans: personaje protagonista, viajero errante, traductor profesional y gran lector.
- Sophie Gottlieb: hija del señor Gottlieb, inteligente y rebelde, prometida de Rudi Wilderhaus y amante de Hans.
- Álvaro Urquijo: mejor amigo de Hans, viudo y amante de Elsa. Español liberal exiliado. Distribuidor en el extranjero de las telas producidas en la fábrica textil de Wandernburgo.
- Elsa: doncella cómplice de Sophie Gottlieb, amante de Álvaro.
- Rudi Wilderhaus: prometido de Sophie Gottlieb, heredero de la poderosa familia terrateniente Wilderhaus.
- El organillero: músico callejero y personaje central de la novela, capaz de hacer constantes reflexiones y analogías acerca de la vida, sin haber leído jamás un libro ni salido de Wandernburgo.
- Franz: mascota del organillero.
- Profesor Mietter: intelectual, profesor universitario jubilado y columnista del diario El Formidable

## Crítica
Según Vicente Luis Mora  «... es uno de los ejercicios literarios más ambiciosos que he visto en los últimos años. No sólo por su variedad interna, por su escritura intachable y por la sensibilidad psicológica que demuestra Neuman al describir sus personajes».